# Solpugema whartoni
Espèce
Synonymes
- Solpuga orangica Lawrence, 1942 nec Hewitt, 1919

Solpugema whartoni est une espèce de solifuges de la famille des Solpugidae.

## Distribution
Cette espèce est endémique de Namibie. Elle se rencontre vers Oranjemund.

## Étymologie
Cette espèce est nommée en l'honneur de Robert A. Wharton.

## Publications originales
- Harvey, 2002 : Nomenclatural notes on Solifugae, Amblyppygi, Uropygi and Araneae (Arachnidda). Records of the Western Australian Museum, vol. 20, p. 449-459.
- Lawrence, 1942 : A collection of scorpions and solifuges in the Transvaal Museum, with notes on two Natal solifuges. Annals of the Transvaal Museum, vol. 20, p. 399–408.